# رضي الدين الموسوي المكي
السيّد رضي الدين محمّد بن محمّد بن حيدر الموسوي العامِلي المكّي (1692 - 1750 م) (1103 - 1163 هـ) عالم مسلم وأديب حجازي من أهل القرن الثاني عشر الهجري/ الثامن عشر الميلادي. ولد ونشأ بمكة في عائلة هاشمية شيعية اثناعشرية عامِلية. أحذ عن والده ومحمد باقر النيسابوري وأصبح فقيهًا إماميًا وأديبًا شاعرًا مرجوعًا إليه في أحكام الحج. قصده العلماء وحصلوا منه على إجازات. له من التصانيف تنضيد العقود السنية بتمهيد الدولة الحسينية وله أشعار وحواش على الكتب الفقهية.

## نسبه
هو رضي الدين محمد بن محمد بن علي بن حيدر بن نور الدين محمد بن نجم الدين بن محمّد بن محمّد بن محمّد بن الحسن بن نجم الدين بن الحسين بن محمّد بن موسى بن يوسف الأمير بن محمد بن معالي بن علي الحائري ابن عبد الله بن محمّد بن علي الديلمي بن أبي طاهر عبد الله بن أبي الحسن محمّد المحدّث بن أبي الطيّب طاهر بن الحسين القطعي بن موسى الثاني أبي سبحة بن إبراهيم المرتضى بن موسى الكاظم بن جعفر الصادق بن محمد الباقر بن علي زين العابدين بن الحسين بن علي بن أبي طالب ، العاملي السكيكي المكّي.

## سيرته
ولد رضي الدين محمّد بن محمّد بن حيدر بن نور الدين الموسوي العامِلي المكي بمكة سنة 1103 هـ/ 1692 م ونشأ بها. هو غير «محمد بن علي بن حيدر بن نور الدين الحسيني» المتوفي في 1139 هـ. بيته بيت علم وثقافة وأدب يقال لهم بيت آل نجم الدين نسبة إلى جدهم الأعلى وقد نبع منهم جمع كثير، منهم ابن عمه عباس بن علي الموسوي المكي. 

أخذ عن والده محمد ومن مشايخه محمد باقر بن محمد حسين النيسابوري وهو جده الرضاعي وعيد المدرّس المصري بالمدينة، ومحمد العناتي المغربي المالكي. فبرز في الفقه الجعفري وكان مرجوعًا إليه في أحكام الحج وغيره.

قصده العلماء وحصلوا منه على إجازات ومن هولاء عبد الله بن نور الدين الجزائري التستري، ونصر الله بن الحسين الحسيني الحائري، وشبر بن محمد المشعشعي الحويزي، والميرزا أحمد بن محمد مهدي الخاتون آبادي.

توفي في حدود سنة 1163 هـ/ 1750 م.

## أشعار
قال عنه عباس المكي «له شعر يزري بعقود الجواهر في أجياد الأبكار الخرائد، بليغ الألفاظ، لطيف المعاني، يطرف لسماعه الحسن بن هاني.»

## مؤلفاته
- تنضيد العقود السنية بتمهيد الدولة الحسينية
- الوسيط بين الموجز والبسيط، في الحج وما يتعلق به
- نهج السداد في أحكام حج الإفراد
- منسك صغير كافل لجميع الاحتياطات
- جاف ذوى الأشراف
- اتحاف ذوي الألباب
- نوادر لب اللباب
- الدلائل النهارية على المسائل الصحارية

وله شعر. وله حواش على الكتب الفقهية مدارك الأحكام لمحمد بن علي العاملي، ومسالك الأفهام في شرح شرائع الإسلام للشهيد الثاني، ومفاتيح الشرائع لمحمد محسن الكاشاني.